# Siné Godar
Siné Godar (auch: Sinégadar, Sinégodar, Sinégodrar, Chinagodar, Chinagoder, Chinagodrar und Chinégodar) ist ein Dorf in der Landgemeinde Banibangou in Niger.

## Geographie
Das von einem traditionellen Ortsvorsteher (chef traditionnel) geleitete Dorf liegt etwa 37 Kilometer nordöstlich des Hauptorts der Landgemeinde Banibangou, die zum gleichnamigen Departement Banibangou in der Region Tillabéri gehört. Die Siedlung ist wie die gesamte Gemeinde Banibangou Teil der Übergangszone zwischen Sahara und Sahel.
Siné Godar ist ein Grenzort zu Mali. Auf der anderen Seite der Grenze liegt der Ort Andéramboukane.

## Geschichte

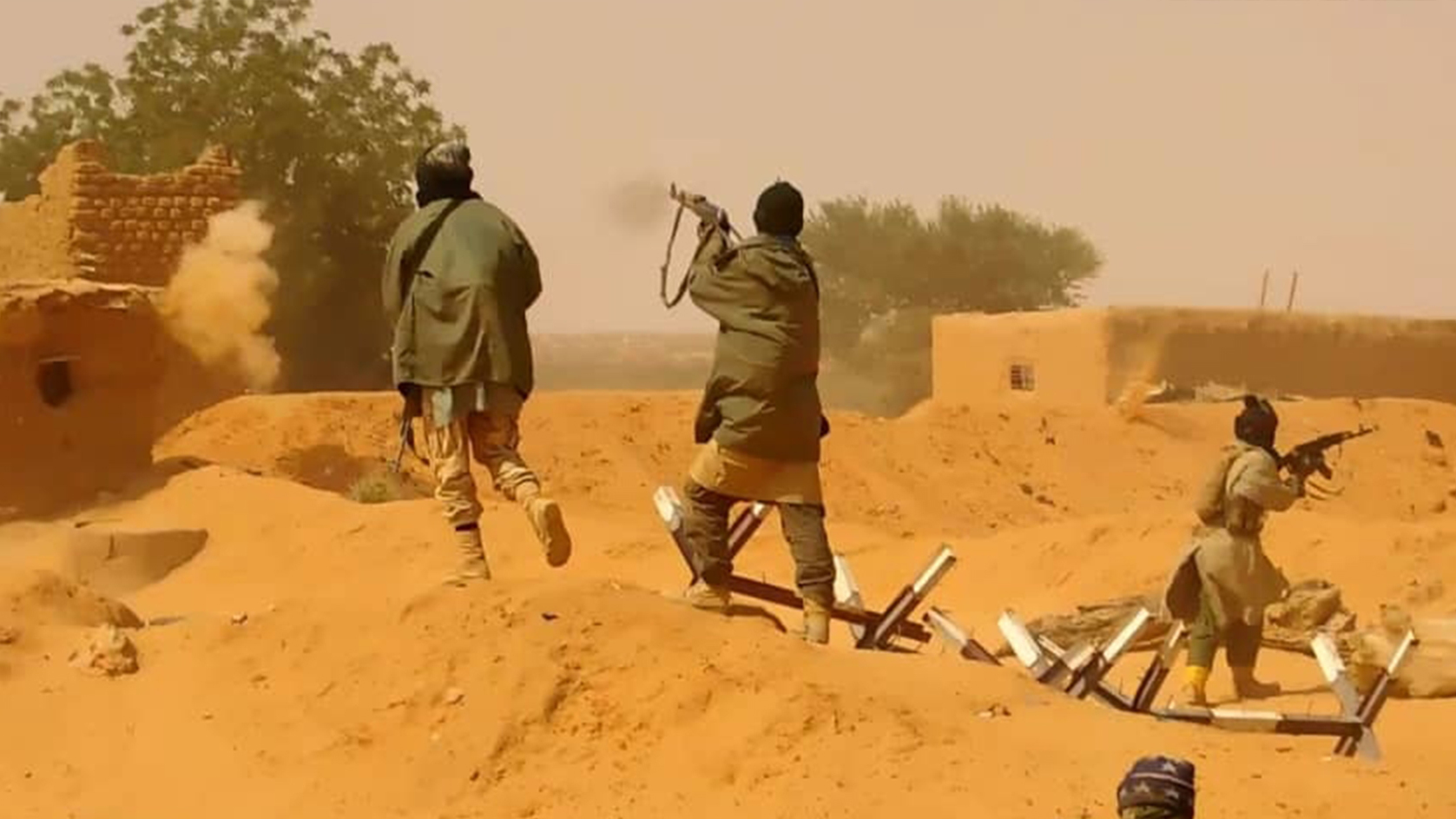
Kämpfer in Siné Godar (2021)

Sesshafte Zarma töteten 2008 im Dorf Siné Godar zwei und in den Dörfern Mangaïzé, Tingara und Tongo Tongo acht nomadische Fulbe. Im Zuge des Konflikts in Nordmali entstand bei Siné Godar ein provisorisches Flüchtlingslager, das im Februar 2012 etwa 7000 Flüchtlinge aus dem Nachbarland beherbergte, das Vielfache der Einwohnerzahl des Dorfs. Die UNICEF organisierte Trinkwasser. Im März 2012 wurden über 2000 Personen in das betreute Flüchtlingslager von Abala transferiert. Der Großteil der Flüchtlinge, der nach Ouallam gebracht werden sollte, zog es vor, im grenznahen Siné Godar zu bleiben. Im Juni 2018 wurden noch 124 Flüchtlingshaushalte bei 526 einheimischen Haushalten gezählt.
Besonders in den Grenzgebieten zu Mali und Burkina Faso wurde die Region Tillabéri seit 2018 regelmäßig von gewalttätigen Angriffen nicht-staatlicher bewaffneter Gruppen heimgesucht. Bei einem Terrorangriff auf den Militärposten von Siné Godar am 9. Januar 2020 wurden laut Angaben der nigrischen Regierung 89 Soldaten und 77 Terroristen getötet. Am 15. März 2021 griffen nicht identifizierte bewaffnete Gruppen vier Fahrzeuge an, die Passagiere vom Wochenmarkt im Hauptort Banibangou zurück nach Siné Godar und in das Nachbardorf Darey Tinni bringen sollten, und töteten 58 Personen. Daraufhin wurde eine dreitägige Staatstrauer ab 17. März 2021 angeordnet. Der Angriff einer bewaffneten Gruppe auf das in der Gemeinde Abala gelegene Dorf Aboyak Kimba am 19. Dezember 2022, bei dem zwei Dorfbewohner getötet wurden und Vieh gestohlen wurde, löste im Umkreis eine massive Fluchtbewegung aus. Auch aus Siné Godar flüchteten Menschen in den Gemeindehauptort Abala.

## Bevölkerung
Bei der Volkszählung 2012 hatte Siné Godar 1766 Einwohner, die in 246 Haushalten lebten. Bei der Volkszählung 2001 betrug die Einwohnerzahl 821 in 85 Haushalten und bei der Volkszählung 1988 belief sich die Einwohnerzahl auf 909 in 134 Haushalten.

## Wirtschaft und Infrastruktur
Im Dorf gibt es einen Markt und eine Moschee sowie eine Grundschule und eine einfache Krankenstation (case de santé). Das nigrische Unterrichtsministerium richtete 1979 landesweit 14 Schulkantinen ein, darunter eine für Kinder in Siné Godar. Diese wurde 1996 in ein mit dem Welternährungsprogramm der Vereinten Nationen durchgeführtes Projekt für Schulkantinen in von Ernährungsunsicherheit betroffenen Zonen aufgenommen.
Durch Siné Godar verläuft die 294,7 Kilometer lange Nationalstraße 24 zwischen der Hauptstadt Niamey und der Staatsgrenze zu Mali. Es handelt sich in diesem Abschnitt um eine moderne Erdstraße.